# Культура Португалии
Культу́ра Португа́лии — культура народов, населяющих Португалию; совокупность формальных и неформальных институтов, явлений и факторов, влияющих на сохранение, производство, трансляцию и распространение духовных ценностей (этических, эстетических, интеллектуальных, гражданских и т. д.).

## Музыка

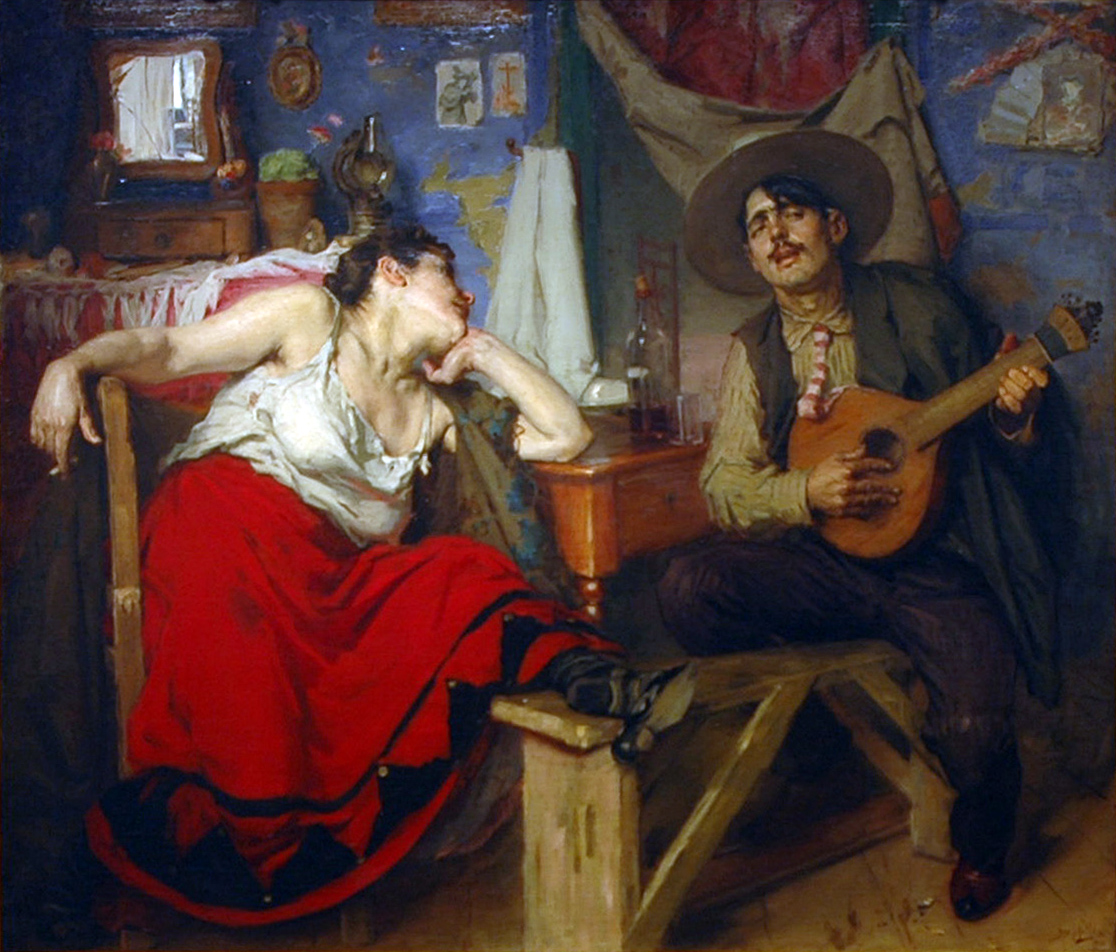
Фаду, картина Жозе Малхоа (1910)

Музыка Португалии имеет общие истоки с музыкой Испании и на протяжении веков развивалась во взаимодействии с ней, при этом отличаясь яркой самобытостью. На формирование музыкальной культуры Лузитании наложило отпечаток влияние древних культур Востока (финикийцев, греков, карфагенян), хотя оно было меньшим по сравнению с влиянием тех же культур на формирование испанской музыкальной традиции.
Развитие собственно португальской музыки началось в XII веке, после отделения графства Португалии от короны Кастилии и Леона и образования независимого королевства. Формирование португальской нации в результате усиления Реконкисты способствовало развитию профессиональной национальной музыки.

## Архитектура

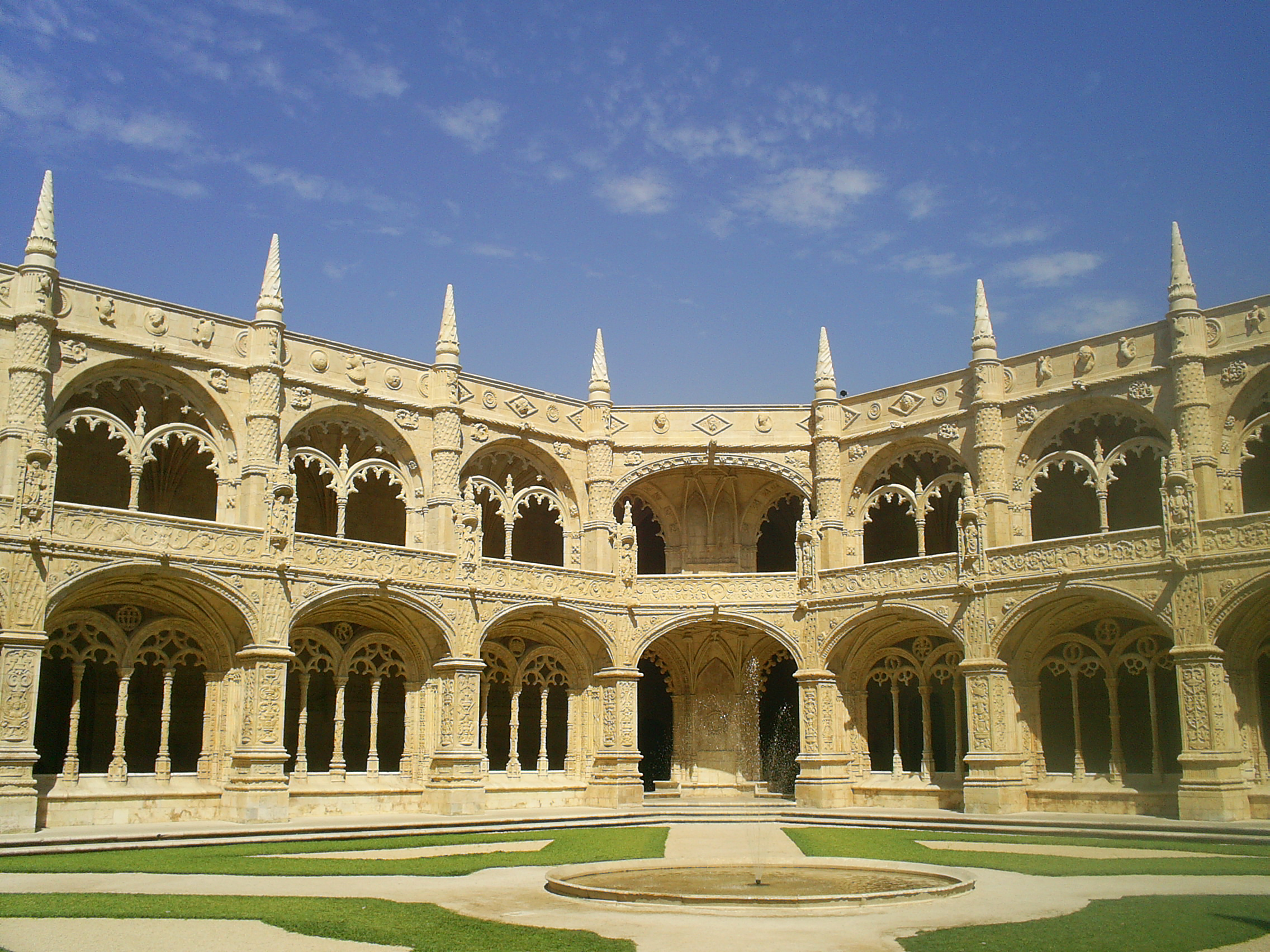
Клуатры Монастыря иеронимитов в Лиссабоне, построенные в стиле мануэлино в 1520-х гг.

Португальская архитектура, как и другие составляющие культуры Португалии, основана на истории страны; несколько различных народов в разное время оказывали влияние на общекультурные явления в стране. Это римляне, германские народы, арабы. Позднее на архитектуру страны влияли общеевропейские архитектурные стили, получившие распространение в определённые периоды. К ним относят романский, готический стиль, архитектуру Возрождения, барокко и классицизма. Среди собственно португальских архитектурных стилей выделяется мануэлино — португальский вариант поздней готики, и помбалино — смесь позднего барокко и классицизма, получившая распространение после Лиссабонского землетрясения 1755 года.
Португальскую архитектуру XX века характеризуют ряд известных личностей, таких как Фернандо Тавора, Томас Тавейра, Эдуарду Соуту де Моура и, особенно, Алвару Сиза Виейра.

## Изобразительное искусство

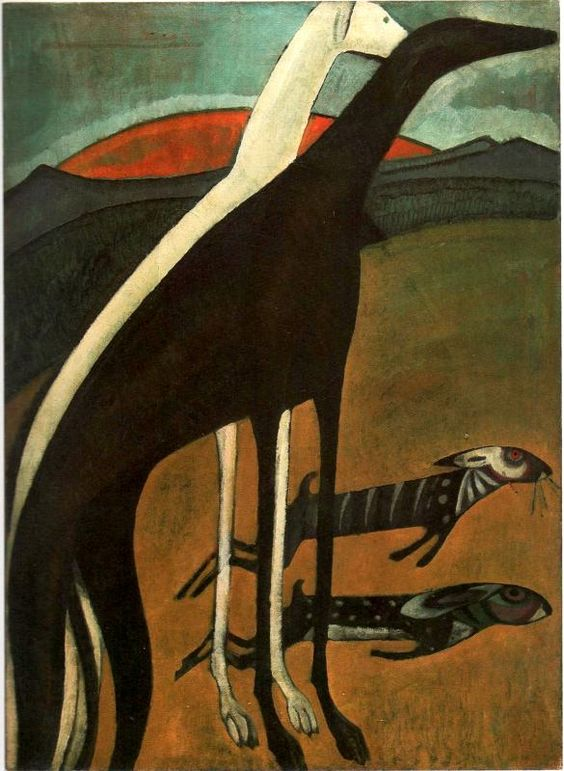
Амадеу де Соза-Кардозу, Борзые псы

Португалия никогда не была ведущей европейской державой в области изобразительного искусства. Даже в эпоху Возрождения, в период наивысшего расцвета страны, португальские художники, крупнейшим из которых был Нуну Гонсалвеш, оставались на периферии европейского развития. В сокровищницу шедевров европейской живописи XV века вошёл лишь «Полиптих святого Винсента» Гонсалвеша. Период упадка португальского искусства начался со второй половины XVI века, апогей которого пришёлся на период испанского господства (Иберийская уния 1580—1640 годов); культурный застой продолжался вплоть до начала XIX века. В XIX веке наиболее заметными представителями португальской живописи и фактически основоположниками современной национальной художественной традиции были Жозе Мальоа, Жозе Жулиу де Соуза Пинту и Колумбану Бордалу Пиньейру. Наиболее известным португальским художником считается умерший в 30 лет Амадеу де Соза-Кардозу, получивший художественное образование во Франции и работавший в авангардных стилях живописи. В XX веке можно отметить художника-пластика Мариу Дионисиу свою художественную карьеру в качестве художника начал в 1941 году. Участвовал в различных групповых выставках, в частности в общих выставках пластического искусства с 1947 по 1953 года. А его первая персональная выставка прошла аж в 1989 году.

## Праздники
По торжественным случаям в сельской местности популярны фестивали-арраял — с боем быков, танцами, асадо и накрытыми столами на свежем воздухе.

## Государственная политика Португалии в области культуры
- Министерство культуры Португалии